# Arthur Penrhyn Stanley

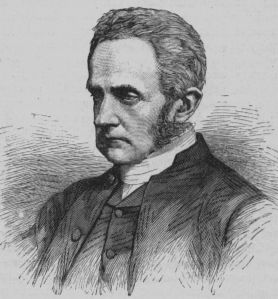
Arthur Penrhyn Stanley

Arthur Penrhyn Stanley, född den 13 december 1815 i Alderley, Cheshire, död den 18 juli 1881 i London, var en anglikansk teolog.
Han var son till Edward Stanley, biskop av Norwich (1779-1849), en frisinnad och för skolreformer ivrigt verksam prästman. Han kom, efter att några år ha varit lärjunge till den bekante doktor Arnold i Rugby, till Oxford 1833, där han prästvigdes 1839 samt valdes till fellow och tutor. År 1845 utnämndes han till universitetspredikant och 1850 till sekreterare i den för universitetets reformerande tillsatta kommittén. 
Såväl genom sin, som det säges, sällsynt älskvärda personlighet som genom en betydelsefull prästerlig verksamhet vann han tidigt stort inflytande. Sitt litterära rykte grundlade han med den förträffliga biografin ""Life of Arnold" (1844) och "Sermons and essays on the apostolic age" (1847). 1851 flyttades Stanley som domherre till Canterbury. Åren 1852-53 gjorde han en resa i Egypten och Palestina, som han levande skildrat i "Sinai and Palestine" (1855), samt utnämndes 1858 till professor i kyrkohistoria i Oxford och domherre vid Christ Church College. 
År 1863 följde han prinsen av Wales till Orienten och blev 1864 domprost i Westminster Abbey. Redan förut hade han av de högkyrkliga betraktats med missnöje, emedan han öppet uppträdde som en av broad-churchpartiets ledare, och då han jämte andra yrkanden framställde det, att athanasianska symbolum inte skulle vara ovillkorligt inom engelska kyrkan, invecklades han i en mängd teologiska tvister. Oförskräckt kämpande för tolerans och en friare uppfattning av kristendomen, arbetade han även kraftigt på att höja den fattiga befolkningens levnadsvillkor.